# 鄭華娟
鄭華娟（1963年8月2日—2024年3月21日），臺灣女歌手、詞曲創作者、作家。2024年，鄭華娟獲得第35屆金曲獎特別貢獻獎。

## 私生活
1993年5月鄭華娟嫁至德國，在其書中暱稱丈夫Michael為「老德」。

## 作品

### 音樂
唱片：
- 鄭華娟Ｉ：紅酒（1984，金聲音響／寶麗金）
- 往天涯的盡頭單飛【鄭華娟・王新蓮】（1987年6月20日，滾石唱片）
- 旅途與歲月的紀念品（1995年8月3日，飛碟唱片）
- 鄭華娟的招牌歌：創作精華輯（1996年9月5日，飛碟唱片）
- 3字頭：南京好笑大合唱網聚Live（2009年4月1日，细菌實驗室、刀马旦）
- 初相遇（2024年6月21日，華納音樂）

创作作品：
- 漂泊的心停泊在基隆港-鄭華娟
- 謝謝你曾經愛我-潘越雲
- 情字這條路-潘越雲
- 你的小手是暖暖的爱意-潘越雲
- 心甘情願-張艾嘉
- 飛向異鄉的747-張艾嘉
- 箱子-張艾嘉
- 天堂-鄭怡
- 紫色唇印-鄭怡
- 聰明糊塗心-陳淑樺
- 本城女子-陳淑樺
- 長相憶-陳淑樺
- 春天的故事-陳艾玲
- 相愛-黃莺莺
- 你為何不要-黃莺莺
- 後悔-金智娟
- 你是我前世的知己-范怡文
- 夜碼頭的樂手-范怡文
- 風吹草動-林慧萍
- 新恋情-林慧萍
- 自私-林慧萍
- One Time Lover-林慧萍
- 放-林慧萍
- 加州陽光-張清芳
- Men's Talk-張清芳
- 愛情是問也是不問-張清芳
- 說什麼恨不相逢未嫁時-張清芳
- 第一任情人-張清芳
- 週末的夜我不哭-張清芳
- 不愛最大-張清芳
- 你說好我說好-張清芳
- 灰姑娘-張惠妹
- 寂寞保齡球-張惠妹
- 甜言蜜語-張惠妹
- 單人房雙人床-莫文蔚
- 跟你借的幸福-蔡健雅
- 醒時做夢-那英
- 太委屈-陶晶瑩
- 充滿希望的嘆息-陶晶瑩
- 少年遊-優客李林
- 多情種-優客李林
- 蒙娜麗莎的眼淚-林志炫
- 孩子氣-萬芳
- 慢火車-萬芳
- 分手-萬芳
- 愛上飛鳥的女孩-蘇慧倫
- 迷魂陣-江美琪
- 冷戰-侯湘婷
- 原來的你-侯湘婷
- 當我愛上你-梁詠琪
- 天使與海豚-梁詠琪
- 收不到訊號-梁詠琪
- 灰色的雲-錦繡二重唱
- 學會離開-錦繡二重唱
- Midnight 台北-趙咏華
- 分享-曾寶儀
- 我只要你愛我-蘇有朋
- 費盡心思-張雨生
- 不管不管-張雨生
- The Indian Summer Night -張雨生
- 愛的傷痛- 王傑
- 情短夜更長- 王傑
- 城市的日子-黃品源
- 只有妳讓我想要-黃磊
- 家和我一起成長-周華健
- 青春期的故事-小虎隊
- 把心情摺成一隻蝴蝶-少女隊
- 愛愈深心愈凝-施文彬
- 返來我身邊-江蕙
- 落雨的暗暝-江蕙
- 事到如今-江蕙
- 遙远的等待-江蕙
- 嗆姑娘-江淑娜
- 祝福-憂歡派對
- 手中情-蔡雨倫
- 愛擔心-郭靜
- 誰撿到我的夢-林依晨
- 睡著-趙默
- 在分手的地方-黃雅莉
- 廉價的眼淚（作曲）-黃雅莉
- 多得你放棄（作曲）-吳君如[3]
- 請你不要哭-李蕙敏
- 別裝傻-鄭雪兒
- 喝咖啡-鄭雪兒
- 升F大調行板-伍思凱
- 一秒鐘-陳永龍

### 書籍
- 1988年 《往天涯的盡頭單飛》聯經出版，2002年由圓神出版社重新發行，並由鄭華娟在新版中增訂旅人心情解說，ISBN 9576078199
- 1998年 《海德堡之吻》ISBN 9789861332277，圓神出版社，2007年逢出版十週年推出改版新封面
- 1998年 《香水婚紀念日》ISBN 9576073391，圓神出版社
- 1999年 《紅12的祕密》(小說)ISBN 9576073723，圓神出版社
- 1999年 《溫馨廚房咖啡座》ISBN 9576074142，圓神出版社
- 2000年 《花內褲排排掛_鄭華娟的歐式家庭生活手記》ISBN 957607472X，圓神出版社
- 2001年 《黑森林的愛情樹》ISBN 9576076072 ，圓神出版社
- 2001年 《羅曼蒂克路:鄭華娟亂走亂逛亂畫旅行簿》ISBN 9576076676，圓神出版社
- 2002年 《巴黎小館秘密情人》ISBN 9576077583，圓神出版社
- 2002年 《南十字星下的約定》ISBN 957607858X，圓神出版社
- 2003年 《野葡萄藤之戀》ISBN 9576079209，圓神出版社
- 2003年 《萊茵情人》ISBN 9576079810，圓神出版社
- 2004年 《美麗的旅行荷包》ISBN 9861330224，圓神出版社
- 2004年 《提著菜籃上米蘭》ISBN 986133047X ，圓神出版社
- 2005年 《四季花杯盤》ISBN 9861331182，圓神出版社
- 2006年 《我的美食異想世界》ISBN 9861331565，圓神出版社
- 2007年 《巧克力情書》ISBN 9861331824，圓神出版社
- 2007年 《肥皂大學忙線中》ISBN 9789861332161，圓神出版社
- 2008年 《五月花修道院》ISBN 9789861332499，圓神出版社
- 2009年 《愛的小動作》ISBN 9789861332857，圓神出版社
- 2010年 《求婚大旅社》（小說）ISBN 9789861333199，圓神出版社
- 2011年 《氣質卡小狗學堂》ISBN 9789861333571，圓神出版社
- 2012年 《愛的可頌麵包》ISBN 9789861334004，圓神出版社
- 2013年 《好笑華娟撞見維也納咖啡》ISBN 9789861334493，圓神出版社
- 2013年 《我是氣質卡：專心‧堅持‧全力衝刺，狗日子萬歲！》ISBN 9789861334813，圓神出版社
- 2015年 《溫柔的心，強大的力量：德國人的日常思考》ISBN 9789861335339，圓神出版社
- 2016年 《德，意志》ISBN 9789861335698，圓神出版社
- 2017年 《古董屋裡的微光往事》ISBN 9789861336381，圓神出版社
- 2019年 《愛的連鎖殺意》ISBN 9789861336749，圓神出版社
- 2020年 《重逢咖啡館》ISBN 9789861337067，圓神出版社
- 2021年 《法治大國的日常小事》ISBN 9789861337760，圓神出版社

## 獲獎
2003年在德國因《海德堡之吻》一書而獲馬克吐溫旅行文學獎，獎座擺放在販賣「學生之吻」的海德堡百年巧克力的老店中。
| 年份 | 典禮類型     | 獎項       | 結果 |
| ---- | ------------ | ---------- | ---- |
| 2024 | 第35屆金曲獎 | 特別貢獻獎 | 獲獎 |

## 外部連結
- 鄭華娟的新浪微博